# Gigliola Cinquetti
Gigliola Cinquetti (20. december 1947 i Verona) er en italiensk sangerinde.
Hun startede sin karriere som sangerinde tidligt og vandt allerede som 16-årig i 1964 ved den italienske festival i San Remo med sangen Non ho l'eta ("Jeg er ikke gammel nok"). Efterfølgende vandt hun med denne sang i det europæiske melodi grandprix i 1964, som den yngste vinder nogensinde. Hun deltog også i det europæiske melodi grandprix i 1974 i Storbritannien med sangen Si, som blev nummer to efter ABBA.
Gigliola Cinquetti har deltaget i adskillige italienske musikfestivaller og er fortsat aktiv som sangerinde. Sideløbende hermed har hun taget en uddannelse som journalist og har i perioder arbejdet som sådan for det italienske statslige tv-selskab RAI. Hun modtog i 2008 den italienske "Premio Giulietta alla Donna alla Carriera 2008" for sin mangesidige indsats.

## Ekstern henvisningen
- "Non ho l'età" (1964)